# Mickey Rooney
Mickey Rooney (nume la naștere Ninnian Joseph Yule, Jr.; n. 23 septembrie 1920, New York City, New York, SUA – d. 6 aprilie 2014, Studio City⁠(d), California, SUA) a fost un actor american de film.
A fost nominalizat la Premiul Oscar pentru cel mai bun actor și Premiul Oscar pentru cel mai bun actor în rol secundar.

## Filmografie (selecție)
- 1979 Vestul sălbatic (The Wild West), regia Laurence Joachim

| An   | Titlu                              |
| ---- | ---------------------------------- |
| 1927 | Orchids and Ermine                 |
| 1932 | The Beast of the City              |
| 1932 | Sin's Pay Day                      |
| 1932 | High Speed                         |
| 1932 | Fast Companions                    |
| 1932 | My Pal, the King                   |
| 1932 | Officer Thirteen                   |
| 1933 | The Big Cage                       |
| 1933 | The Life of Jimmy Dolan            |
| 1933 | The Big Chance                     |
| 1933 | Broadway to Hollywood              |
| 1933 | The Chief                          |
| 1933 | The World Changes                  |
| 1934 | Beloved                            |
| 1934 | The Lost Jungle                    |
| 1934 | I Like It That Way                 |
| 1934 | Manhattan Melodrama                |
| 1934 | Love Birds                         |
| 1934 | Half a Sinner                      |
| 1934 | Hide-Out                           |
| 1934 | Chained                            |
| 1934 | Blind Date                         |
| 1934 | Death on the Diamond               |
| 1935 | The County Chairman                |
| 1935 | Reckless                           |
| 1935 | The Healer                         |
| 1935 | A Midsummer Night's Dream          |
| 1935 | Rendezvous                         |
| 1935 | Ah, Wilderness!                    |
| 1936 | Riffraff                           |
| 1936 | Little Lord Fauntleroy             |
| 1936 | Down the Stretch                   |
| 1936 | The Devil is a Sissy               |
| 1937 | A Family Affair                    |
| 1937 | Captains Courageous                |
| 1937 | Slave Ship                         |
| 1937 | Hoosier Schoolboy                  |
| 1937 | Live, Love and Learn               |
| 1937 | Thoroughbreds Don't Cry            |
| 1937 | You're Only Young Once             |
| 1938 | Love Is a Headache                 |
| 1938 | Judge Hardy's Children             |
| 1938 | Hold That Kiss                     |
| 1938 | Lord Jeff                          |
| 1938 | Love Finds Andy Hardy              |
| 1938 | Boys Town                          |
| 1938 | Stablemates                        |
| 1938 | Out West with the Hardys           |
| 1939 | The Adventures of Huckleberry Finn |
| 1939 | The Hardys Ride High               |
| 1939 | Andy Hardy Gets Spring Fever       |
| 1939 | Babes in Arms                      |
| 1939 | Judge Hardy and Son                |
| 1940 | Young Tom Edison                   |
| 1940 | Andy Hardy Meets Debutante         |
| 1940 | Strike Up the Band                 |
| 1941 | Andy Hardy's Private Secretary     |
| 1941 | Men of Boys Town                   |
| 1941 | Life Begins for Andy Hardy         |
| 1941 | Babes on Broadway                  |
| 1942 | The Courtship of Andy Hardy        |
| 1942 | A Yank at Eton                     |
| 1942 | Andy Hardy's Double Life           |

| An   | Titlu                                                    |
| ---- | -------------------------------------------------------- |
| 1943 | The Human Comedy                                         |
| 1943 | Thousands Cheer                                          |
| 1943 | Girl Crazy                                               |
| 1944 | Andy Hardy's Blonde Trouble                              |
| 1944 | National Velvet                                          |
| 1946 | Love Laughs at Andy Hardy                                |
| 1947 | Killer McCoy                                             |
| 1948 | Summer Holiday                                           |
| 1948 | Words and Music                                          |
| 1949 | The Big Wheel                                            |
| 1950 | Quicksand                                                |
| 1950 | The Fireball                                             |
| 1950 | He's a Cockeyed Wonder                                   |
| 1951 | My Outlaw Brother                                        |
| 1951 | The Strip                                                |
| 1952 | Sound Off                                                |
| 1953 | Off Limits                                               |
| 1953 | All Ashore                                               |
| 1953 | A Slight Case of Larceny                                 |
| 1954 | Drive a Crooked Road                                     |
| 1954 | The Atomic Kid                                           |
| 1955 | The Bridges at Toko-Ri                                   |
| 1955 | The Twinkle in God's Eye                                 |
| 1956 | The Bold and the Brave                                   |
| 1956 | Francis in the Haunted House                             |
| 1956 | Magnificent Roughnecks                                   |
| 1957 | Operation Mad Ball                                       |
| 1957 | Baby Face Nelson                                         |
| 1958 | A Nice Little Bank That Should Be Robbed                 |
| 1958 | Andy Hardy Comes Home                                    |
| 1959 | The Big Operator                                         |
| 1959 | The Last Mile                                            |
| 1960 | Platinum High School                                     |
| 1960 | The Private Lives of Adam and Eve                        |
| 1961 | King of the Roaring 20's – The Story of Arnold Rothstein |
| 1961 | Breakfast at Tiffany's                                   |
| 1961 | Everything's Ducky                                       |
| 1962 | Requiem for a Heavyweight                                |
| 1963 | It's a Mad, Mad, Mad, Mad World                          |
| 1964 | The Secret Invasion                                      |
| 1965 | Twenty-Four Hours to Kill                                |
| 1965 | How to Stuff a Wild Bikini                               |
| 1966 | The Devil In Love                                        |
| 1966 | Ambush Bay                                               |
| 1968 | Skidoo                                                   |
| 1969 | The Extraordinary Seaman                                 |
| 1969 | The Comic                                                |
| 1969 | 80 Steps to Jonah                                        |
| 1970 | Cockeyed Cowboys of Calico County                        |
| 1970 | Santa Claus Is Comin' to Town (voce)                     |
| 1971 | Mooch Goes to Hollywood                                  |
| 1971 | The Manipulator                                          |
| 1972 | Evil Roy Slade                                           |
| 1972 | Richard                                                  |
| 1972 | Pulp                                                     |
| 1973 | The Godmothers                                           |
| 1974 | Thunder County                                           |
| 1974 | Rachel's Man                                             |
| 1974 | Journey Back to Oz (voce)                                |
| 1974 | The Year Without a Santa Claus (voce)                    |
| 1975 | Ace of Hearts                                            |
| 1975 | From Hong Kong with Love                                 |
| 1976 | Find the Lady                                            |

| An   | Titlu                                           |
| ---- | ----------------------------------------------- |
| 1977 | The Domino Principle                            |
| 1977 | Pete's Dragon                                   |
| 1978 | The Magic of Lassie                             |
| 1979 | The Black Stallion                              |
| 1979 | Arabian Adventure                               |
| 1979 | Rudolph and Frosty's Christmas in July (voce)   |
| 1981 | The Fox and the Hound (voce)                    |
| 1981 | Bill                                            |
| 1982 | The Emperor of Peru/Odyssey of the Pacific      |
| 1983 | Bill: On His Own                                |
| 1984 | It Came Upon the Midnight Clear                 |
| 1985 | The Care Bears Movie (voce)                     |
| 1986 | Lightning, the White Stallion                   |
| 1988 | Bluegrass                                       |
| 1989 | Erik the Viking                                 |
| 1989 | Little Nemo: Adventures in Slumberland (voce)   |
| 1990 | Home For Christmas                              |
| 1991 | My Heroes Have Always Been Cowboys              |
| 1992 | The Milky Life                                  |
| 1992 | Sweet Justice                                   |
| 1992 | Silent Night, Deadly Night 5: The Toy Maker     |
| 1992 | Little Nemo: Adventures In Slumberland          |
| 1992 | Maximum Force                                   |
| 1993 | The Legend of Wolf Mountain                     |
| 1993 | The Magic Voyage (voce)                         |
| 1994 | Revenge of the Red Baron                        |
| 1994 | The Outlaws: The Legend of O.B. Taggart         |
| 1994 | Making Waves                                    |
| 1995 | America: A Call to Greatness                    |
| 1997 | Killing Midnight                                |
| 1998 | The Face on the Barroom Floor                   |
| 1998 | Animals and the Tollkeeper                      |
| 1998 | Michael Kael vs. the World News Company         |
| 1998 | The Snow Queen (voce)                           |
| 1998 | Sinbad: The Battle of the Dark Knights          |
| 1998 | Babe: Pig in the City                           |
| 1999 | Holy Hollywood                                  |
| 1999 | The First of May                                |
| 2000 | Internet Love                                   |
| 2000 | Phantom of the Megaplex                         |
| 2001 | Lady and the Tramp II: Scamp's Adventure (voce) |
| 2002 | Topa Topa Bluffs                                |
| 2003 | Paradise                                        |
| 2005 | Strike the Tent                                 |
| 2005 | A Christmas Too Many                            |
| 2006 | The Thirsting                                   |
| 2006 | To Kill a Mockumentary                          |
| 2006 | Night at the Museum                             |
| 2007 | The Yesterday Pool                              |
| 2007 | Bamboo Shark                                    |
| 2008 | Lost Stallions: The Journey Home                |
| 2008 | A Miser Brothers' Christmas (voce)              |
| 2010 | Gerald                                          |
| 2011 | The Muppets                                     |
| 2012 | Last Will and Embezzlement                      |